# Amalia Holm Bjelke
Amalia Holm Bjelke (* 9. April 1995 in Oslo, Norwegen) ist eine schwedische Schauspielerin.

## Leben
Amalia Holm Bjelke ist die Tochter von Susan Ballhausen Bjelke und Christian Bjelke. Sie hat einen Bruder namens Jakob Holm Bjelke und zwei Schwestern namens Ebba Bjelke und Agnes Bjelke. Von 2005 bis 2011 besuchte Amalia die Public School und von 2011 bis 2014 das Kungsholmes Gymnasium Secondary School in Stockholm. Neben der Schauspielerei führte sie ihr Engagement bei der Schwedischen Liberalen Jugendpartei an die Swedish Defence University, wo sie 2020 einen Bachelor-Abschluss in Politikwissenschaft mit Nebenfach Sicherheitswissenschaften erwarb. Sie spricht schwedisch, norwegisch, englisch und deutsch.

## Filmografie
- 2015: En Delad Värld
- 2016: Saltön
- 2016: Vårdgården
- 2016: Heroes of the Baltic Sea
- 2017: Playground
- 2018: Skitlycklig
- 2018: The Inspector and the Sea
- 2018: Koukussa
- 2018: Jäger – Tödliche Gier (Jägarna)
- 2019: Gösta
- 2020: Mina Problem
- 2020: Den sista sommaren
- 2020–2022: Motherland: Fort Salem (Fernsehserie)
- 2020: Delete Me[5]
- 2024: Vikings: Valhalla (Fernsehserie, 7 Folgen)